# Eparquia de Rajkot
A Eparquia de Rajkot (Latim:Eparchia Rajkotensis) é uma eparquia pertencente a Igreja Católica Siro-Malabar com rito Siro-Malabar. Está localizada no município de Rajkot, no estado de Guzerat, pertencente a Arquidiocese de Gandinagar na Índia. Foi fundada em 26 de fevereiro de 1977 pelo Papa Paulo VI. Com uma população católica de 13.740 habitantes, sendo 0,1% da população total, possui 15 paróquias com dados de 2020.

## História
Em 26 de fevereiro de 1977 o Papa Paulo VI cria através do território da Diocese de Ahmedabad a Eparquia de Rajko. Em 2002 a eparquia tem sua província eclesiástica alterada, passando de Bombaim para Gandinagar.

## Lista de eparcas
A seguir uma lista de eparcas desde a criação da eparquia em 1977.
|                  | Nome                         | Período          | Notas            |
| Eparcas de Rajko | Eparcas de Rajko             | Eparcas de Rajko | Eparcas de Rajko |
| ---------------- | ---------------------------- | ---------------- | ---------------- |
| 3º               | Jose Chittooparambil, C.M.I. | 2010 - atual     |                  |
| 2º               | Gregory Karotemprel, C.M.I.  | 1983 - 2010      |                  |
| 1º               | Jonas Thaliath, C.M.I.       | 1977 - 1981      | Faleceu no cargo |